# NGC 1939

NGC 1939 est un amas globulaire situé dans la de la Table. Cet amas est situé dans le Grand Nuage de Magellan. L'astronome écossais James Dunlop l'a découvert en 1826.

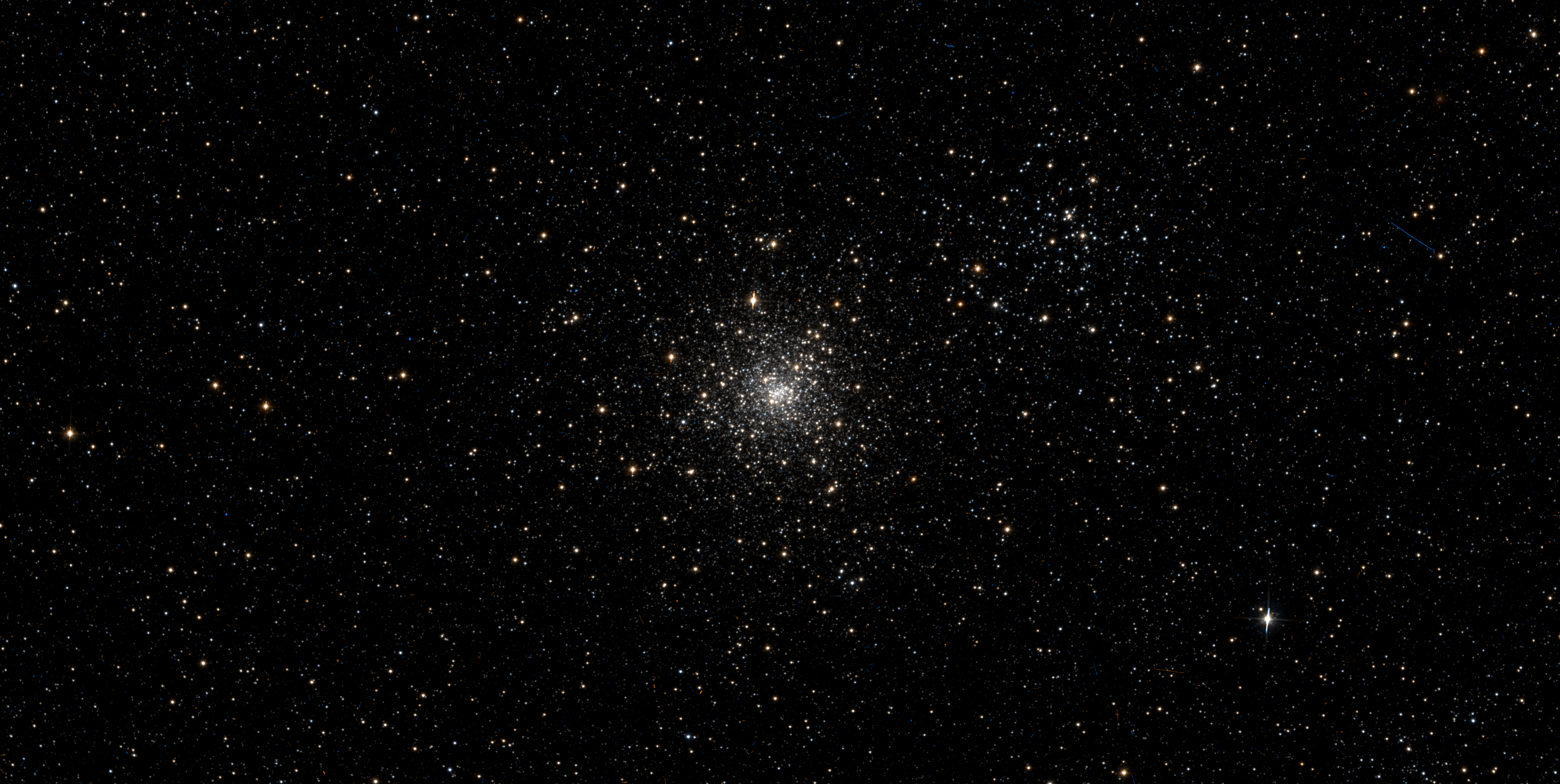
NGC 1939 par le télescope spatial Hubble.